# شوغ نايت
ماريون يو «شوغ» نايت الابن (/ˈʃʊɡ/; ولد أبريل 19, 1965)  منتج موسيقى أمريكي ولاعب سابق في فريق لوس أنجلوس رامز لكرة القدم الأمريكية  من الرابطة الوطنية لكرة القدم (NFL). هو المؤسس المشارك والرئيس التنفيذي السابق لشركة دث رو ركوردز. استطاعت شركة دث رو ركوردز أن تهيمن على ترتيب تسجيلات أغاني الراب بعد إطلاقها ألبوم دكتور دري ذي كرونيك في عام 1992. بعد عدة سنوات النجاحات في ترتيب التسجيلات لفنانين عدة من ضمنهم توباك شاكور، دكتور دري، سنوب دوغ، Outlawz وذا دوغ باوند، دخلت الشركة مرحلة من الركود، عقب سجن نايت بتهمة انتهاك شروط إفراج مشروط، في سبتمبر 1996 وأفلست في عام 2006. وكان أكبر مشتبه به في مقتل نوتوريوس بي أي جي.
في فبراير عام 2015، اتهم نايت بتهمة القتل العمد ومحاولة القتل إثر حادثة اصطدام وهروب فتاكة في كومبتون في كاليفورنيا. وقد أنكر جميع التهم الموجهة إليه.

## روابط خارجية
- شوغ نايت على موقع IMDb (الإنجليزية)
- شوغ نايت على موقع ميوزك برينز (الإنجليزية)
- شوغ نايت على موقع إن إن دي بي (الإنجليزية)
- شوغ نايت على موقع أول ميوزيك (الإنجليزية)
- شوغ نايت على موقع ديسكوغز (الإنجليزية)
- شوغ نايت على موقع قاعدة بيانات الفيلم (الإنجليزية)
- شوغ نايت على موقع مرجع كرة القدم المحترفة.كوم (الإنجليزية)